# Nanci Chambers
Nancy Chambers (ur. 1 października 1963 w Thunder Bay) – kanadyjsko-amerykańska aktorka i producentka.

## Życiorys
Urodziła się w Thunder Bay, w Ontario, w Kanadzie, gdzie uczęszczała do Churchill High School.
Swoją pierwszą rolę jako Trisha otrzymała w komedii młodzieżowej Rafała Zielińskiego Po prostu jaja (Screwballs, 1983) na podstawie scenariusza Lindy Shayne i Jima Wynorski. W serialu CBC/Radio-Canada Street Legal (1991) wystąpiła jako dziewczyna Nicka Del Gado, którego grał David James Elliott. 8 października 1992 Nanci Chambers i David James Elliott zawarli związek małżeński. Mają córkę Stephanie (ur. 15 marca 1993) i syna Wyatta (ur. 3 marca 2003).
Chambers u boku Elliotta grała także w serialu JAG (1997–2003) w roli ambitnej porucznik Loren Singer, Megan O’Hara i Jojo oraz jako detektyw Andrea McInroy w telewizyjnym dramacie sensacyjnym CBS Code 11-14 (2003).